# Hutschdorf
Hutschdorf er en landsby købstaden Thurnau i Landkreis Kulmbach i den nordlige del af delstaten Bayern, Tyskland.
50°02′28″N 11°25′04″Ø / 50.0411°N 11.4178°Ø